# Nguồn điện áp
Trong lý thuyết mạch kỹ thuật điện nguồn điện áp là linh kiện hai cực có thể cấp ra điện áp cố định . 

Ký hiệu nguồn điện áp DC lý tưởng theo DIN EN 60617-2 với điện áp

Nguồn điện áp lý tưởng có thể duy trì điện áp cố định độc lập với điện trở tải hoặc dòng điện ngõ ra. Trong thực tế nguồn điện áp không thể cung cấp dòng điện không giới hạn, nó vừa là linh kiện nguồn dòng. Các nguồn năng lượng điện trong thế giới thực, như máy phát điện, pin... có thể được mô hình hóa cho mục đích phân tích như là sự kết hợp của một nguồn điện áp lý tưởng và kết hợp bổ sung của các yếu tố trở kháng..
Nguồn điện áp công nghiệp chủ yếu được sử dụng làm nguồn năng lượng điện cung cấp cho người tiêu dùng kết nối vào lưới với điện áp gần cố định. Tuy nhiên cần phân biệt với nguồn dòng, hoạt động như một nguồn cung cấp tín hiệu điện dạng dòng điện mà điện áp có thể thay đổi .